# Riesen-Lorchel
Die Riesen-Lorchel (Discina gigas, Syn.: Gyromitra gigas) ist eine Pilzart aus der Familie der Giftlorchelverwandten. Charakteristisch sind die relativ großen Fruchtkörper mit ockerbraunen, lappigen Hüten.

## Merkmale

### Makroskopische Merkmale
Der Hut der Riesen-Lorchel wird 8 bis 12 cm hoch und breit, ausnahmsweise kann er auch eine Größe von bis zu 20 cm erreichen. Er besteht aus großen, übereinanderliegenden krausen Lappen mit rundlicher oder knolliger Gesamtform. Die Farbe variiert von hellockerbraun bis olivbräunlich, auch olivgelbe Farbtöne treten auf. Die Hutlappen können am Stiel angewachsen oder nur abwärtsgerichtet sein. Die Innenseite des hohlen Hutes ist weißlich.
Der meist sehr kurze, knollige Stiel kann 3 bis 6 cm hoch und dick sein. Er ist weißlich und an der Oberfläche feinkleiig bis feinfilzig. Die Stielform ist insgesamt unregelmäßig, breitgedrückt, faltig oder grubig. Oft sitzt der Stiel tief in der Erde und ist kaum zu sehen. Er ist innen von Hohlräumen durchzogen.
Das Fleisch ist gelbweiß gefärbt, wachsartig, zerbrechlich und besitzt einen angenehmen Geruch und Geschmack.

### Mikroskopische Merkmale
Die Fruchtschicht (Hymenium) befindet sich auf der Oberfläche des Hutes. Die Sporen sind langelliptisch, messen 23–31 × 10–13 μm und zeigen reif ein unvollständig netziges Ornament, das so deutlich ausgeprägt ist, dass man es auch in Wasser ohne Anfärben erkennen kann.  An den Sporenpolen befindet sich je ein stumpfes Anhängsel. Sie sind hyalin und besitzen im Inneren einen großen und zwei kleinere Öltropfen. In den Asci befinden sich jeweils acht Sporen.

## Artabgrenzung
Sehr ähnlich ist Discina ticiniana. Sie wächst nur an Laubholz, vor allem an Eichen- und Buchenholz am Boden, kommt dementsprechend nur in Laubwäldern vor. Ihre Sporen bleiben lange glatt, zeigen die gleichen Anhängsel wie die von Discina gigas s. str. und bilden reif ebenfalls ein unvollständiges, feines, aber flacheres Netz als Ornament aus, welches aber nur nach Anfärben mit Baumwollblau im Lichtmikroskop erkennbar ist. Eine sichere Unterscheidung ist durch die Barcoding-Region ITS anhand der DNA-Sequenzen aber möglich.
Die Frühjahrs-Lorchel (Gyromitra esculenta) besitzt eher rotbräunliche Hutfarben und einen enger und mehr hirnartig gewundenen Hut. Mikroskopisch können beide Arten anhand ihrer Sporen unterschieden werden, da die Sporen der Frühjahrslorchel glatt sind und keine Anhängsel an den Sporenenden ausbilden. Bei der Zipfel-Lorchel (Discina fastigiata) ist der Hut in nach oben gebogene Zipfel ausgezogen; sie unterscheidet sich außerdem durch ihre Sporenform.

## Ökologie und Phänologie
Die Riesen-Lorchel wächst als Saprobiont sowohl an Laub- wie auch an Nadelholz, bevorzugt in West- und Mitteleuropa aber Nadelholz. Die Pilz kommt oft an vermulmten Stümpfen oder auf vergrabenem Holz, aber auch auf Kahlschlägen vor. Bevorzugt werden lockere, humose Böden. Die Fruchtkörper werden im Frühling von März bis Mitte April gebildet. In Deutschland gilt die Art als selten, in der Roten Liste gefährdeter Arten ist sie in die Kategorie 3 als gefährdet eingestuft.

## Systematik
Die Art wurde lange Zeit zu den Giftlorcheln (Gyromitra) gezählt, bis die Gattung im Jahr 2023 aufgespalten und in 8 Gattungen gesplittet wurde. Für die Verwandtschaftsgruppe um die Riesen-Lorchel wurde die Gattung Discina wiederbelebt, die bereits im Jahr 1849 von Elias Magnus Fries aufgestellt worden war.

## Bedeutung; Giftigkeit
Die Riesen-Lorchel galt bisher als schwach giftig. Sie stand im Verdacht, wie die Frühjahrs-Lorchel (allerdings in geringerer Menge) Gyromitrin zu enthalten, das Vergiftungen des Gyromitra-Typs verursacht. Eine Studie aus dem Jahr 2021 kam nach jahrelangen epidemiologischen Untersuchungen eines Hotspots der Charcot-Krankheit (Amyotrophe Lateralsklerose, ALS) in den französischen Alpen zu dem Schluss, dass der wiederholte Verzehr von Giftlorchelverwandten und insbesondere der Riesen-Lorchel der wichtigste Risikofaktor für ALS in der Gemeinde sei. 2024 revidierten die Autoren jedoch ihre Einschätzung, dass die Riesen-Lorchel für das vermehrte Auftreten der Erkrankung verantwortlich sei, da die Proben aus Frankreich erneut untersucht und als Giftlorcheln im engeren Sinne (Gyromitra s. str.) identifiziert wurden (nämlich als Gyromitra esculenta und Gyromitra venenata).
Vier Proben der Riesen-Lorchel aus Deutschland wurden hinsichtlich eines möglichen Gyromitrin-Gehaltes untersucht. In keiner dieser Proben konnte Gyromitrin nachgewiesen werden. Die Riesen-Lorchel wäre demnach ungiftig.

## Nachweise